# Windisch
För andra betydelser, se Windisch (olika betydelser).

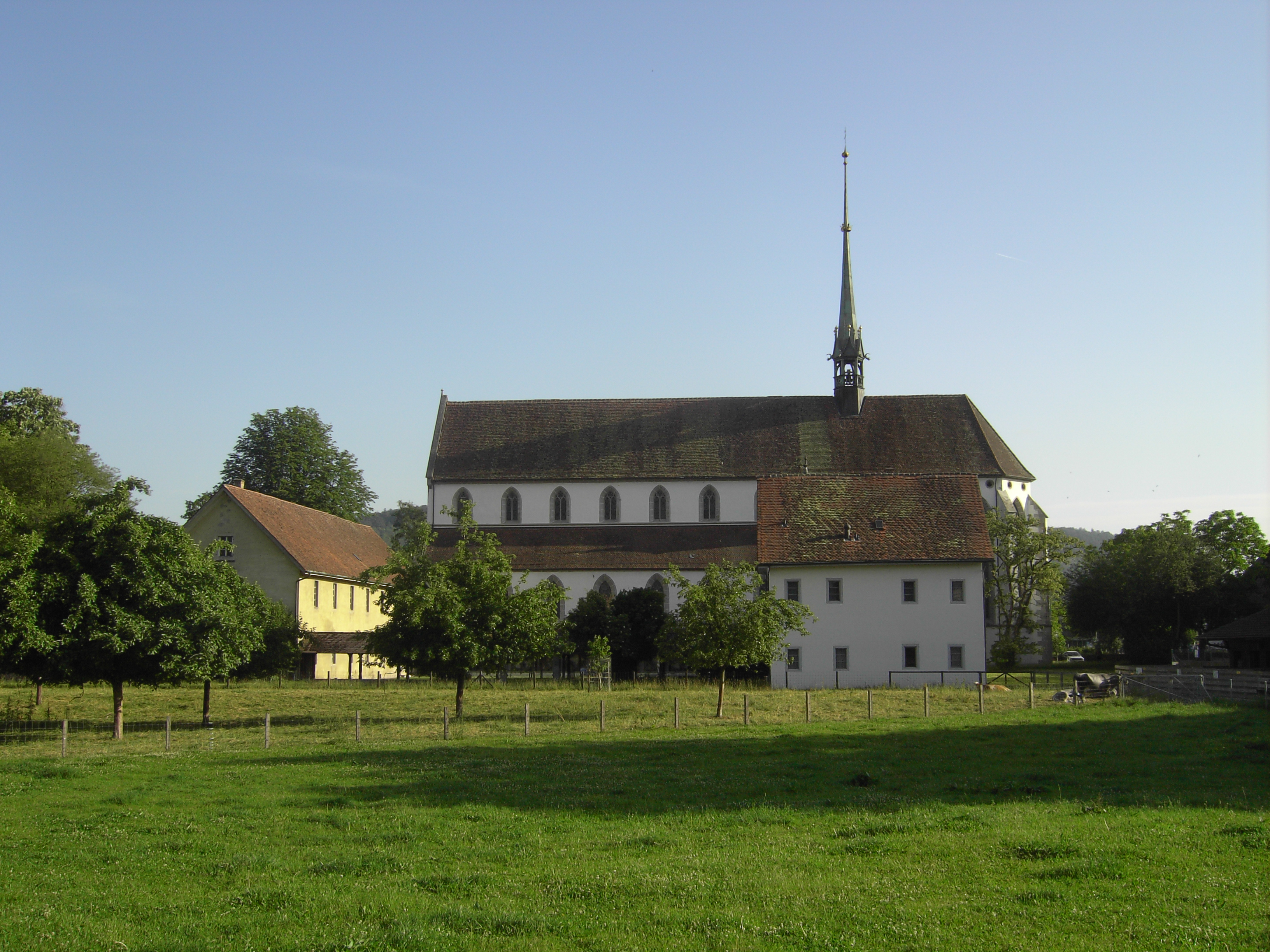
Königsfelden, Windisch.

Windisch är en ort och kommun i distriktet Brugg i kantonen Aargau, Schweiz. Kommunen har 8 060 invånare (2023). Windisch är sammanvuxet med grannorten Brugg.
I kommunen finns lämningar av det romerska härlägret Vindonissa.